# EC 1835-C

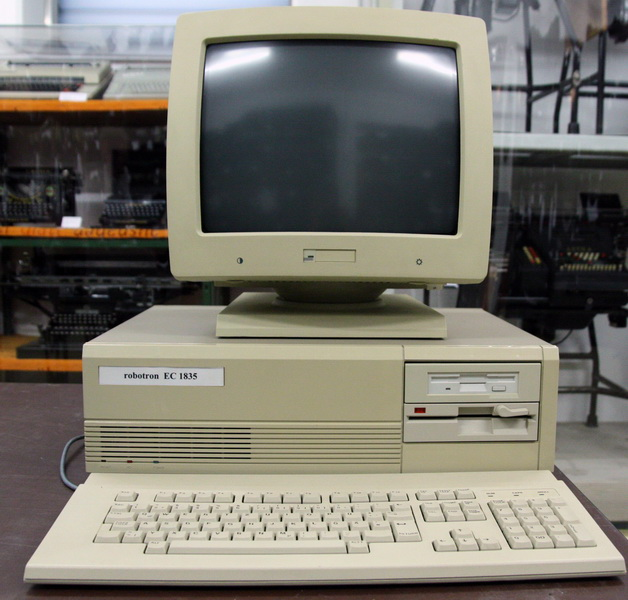
EC 1835-C

L’EC 1835-C était un ordinateur compatible IBM-PC fabriqué par le combinat Robotron de Karl-Marx-Stadt (aujourd'hui Chemnitz) en République démocratique allemande, en 1989-1990.